# Liste des monuments historiques de Deurne
Cette page regroupe l'ensemble des monuments classés du district de Deurne dans la ville d'Anvers.

## Monuments
| Objet | Statut du classement? | Année de construction/architecte | Section communale | Adresse                    | Coordonnées                      | Numéro d'inventaire | Illustration |
| --- | --------------------- | -------------------------------- | ----------------- | -------------------------- | -------------------------------- | ------------------- | --- |
| (nl) Villa |                       |                                  | Deurne            | Alfons Schneiderlaan 164   | 51° 13′ 33″ nord, 4° 28′ 25″ est | 11244               | Téléverser |
| (nl) Stedelijke Basisschool GO6                                                                                           |                       |                                  | Deurne            | Baron Leroystraat 31       | 51° 13′ 35″ nord, 4° 28′ 06″ est | 11247               | Téléverser |
| (nl) "Woning Deboeure" | Oui                   |                                  | Deurne            | Baron Leroystraat 136      | 51° 13′ 32″ nord, 4° 28′ 19″ est | 11248               | Téléverser |
| Presbytère de l'église Saint-Joseph (nl) Pastorie Sint-Jozef                                                              |                       |                                  | Deurne            | Boekenberglei 207-209      | 51° 11′ 48″ nord, 4° 27′ 36″ est | 11249               | alt=Presbytère de l'église Saint-Joseph (nl) Pastorie Sint-Jozef                                                              |
| Église paroissiale Saint-Joseph (nl) Parochiekerk Sint-Jozef                                                              | Oui                   |                                  | Deurne            | Boekenberglei 211          | 51° 11′ 47″ nord, 4° 27′ 36″ est | 11250               | alt=Église paroissiale Saint-Joseph (nl) Parochiekerk Sint-Jozef                                                              |
| (nl) Atelierwoning Spies                                                                                                  |                       |                                  | Deurne            | Boekenberglei 265          | 51° 11′ 41″ nord, 4° 27′ 31″ est | 11251               | Téléverser |
| (nl) Enkelhuizen in art deco                                                                                              |                       |                                  | Deurne            | Boekenberglei 170          | 51° 11′ 51″ nord, 4° 27′ 33″ est | 11252               | Téléverser |
| (nl) Enkelhuizen in art deco                                                                                              |                       |                                  | Deurne            | Boekenberglei 186          | 51° 11′ 51″ nord, 4° 27′ 33″ est | 11252               | Téléverser |
| (nl) Enkelhuis art deco                                                                                                   |                       |                                  | Deurne            | Boekenberglei 172          | 51° 11′ 52″ nord, 4° 27′ 32″ est | 11253               | Téléverser |
| Lianahalle, logis de l'archit. Jef Huygh, selon ses propres plans (nl) "Lianahalle", eigen woning J. Huygh                | Oui                   |                                  | Deurne            | Boekenberglei 176          | 51° 11′ 52″ nord, 4° 27′ 32″ est | 11254               | alt=Lianahalle, logis de l'archit. Jef Huygh, selon ses propres plans (nl) "Lianahalle", eigen woning J. Huygh                |
| Logis de l'archit. Flor Van Reeth, selon ses propres plans (nl) Eigen woning van Van Reeth                                | Oui                   |                                  | Deurne            | Boekenberglei 178          | 51° 11′ 52″ nord, 4° 27′ 32″ est | 11255               | alt=Logis de l'archit. Flor Van Reeth, selon ses propres plans (nl) Eigen woning van Van Reeth                                |
| (nl) Restaurant "Den Uyl"                                                                                                 |                       |                                  | Deurne            | Bosuil 1                   | 51° 13′ 39″ nord, 4° 27′ 41″ est | 11256               | Téléverser |
| (nl) Hoeve |                       |                                  | Deurne            | Boterlaarbaan 478          | 51° 12′ 24″ nord, 4° 28′ 52″ est | 11257               | Téléverser |
| (nl) Klooster van de Zusters van de Christelijke Scholen                                                                  |                       |                                  | Deurne            | Coeveltstraat 9            | 51° 13′ 16″ nord, 4° 27′ 22″ est | 11258               | Téléverser |
| (nl) Huis Den Groten Turk                                                                                                 |                       |                                  | Deurne            | Coeveltstraat 12           | 51° 13′ 17″ nord, 4° 27′ 20″ est | 11259               | Téléverser |
| (nl) Enkelhuis |                       |                                  | Deurne            | Cogelsplein 42             | 51° 13′ 11″ nord, 4° 27′ 21″ est | 11260               | Téléverser |
| (nl) Hoekhuis, gemeentehuis, woning, school,...                                                                           |                       |                                  | Deurne            | Cogelsplein 44             | 51° 13′ 11″ nord, 4° 27′ 22″ est | 11261               | Téléverser |
| (nl) Enkelhuis met twee woningen                                                                                          |                       |                                  | Deurne            | Cruyslei 62                | 51° 11′ 55″ nord, 4° 27′ 26″ est | 11262               | Téléverser |
| (nl) Art deco rijhuis |                       |                                  | Deurne            | De Neufstraat 7            | 51° 13′ 20″ nord, 4° 28′ 00″ est | 11263               | Téléverser |
| (nl) Twee identieke art decohuizen                                                                                        |                       |                                  | Deurne            | De Sevillastraat 120       | 51° 12′ 11″ nord, 4° 27′ 27″ est | 11264               | Téléverser |
| (nl) Twee identieke art decohuizen                                                                                        |                       |                                  | Deurne            | De Sevillastraat 122       | 51° 12′ 11″ nord, 4° 27′ 27″ est | 11264               | Téléverser |
| (nl) Enkelhuis in neo-Vlaamse renaissancestijl                                                                            |                       |                                  | Deurne            | Drakenhoflaan 80           | 51° 11′ 43″ nord, 4° 27′ 35″ est | 11265               | Téléverser |
| Manoir Drakenhof (nl) Drakenhof, landhuis                                                                                 |                       |                                  | Deurne            | Drakenhoflaan 194          | 51° 11′ 37″ nord, 4° 27′ 48″ est | 11266               | alt=Manoir Drakenhof (nl) Drakenhof, landhuis                                                                                 |
| (nl) Hoek met woning en cafe "Exter"                                                                                      | Oui                   |                                  | Deurne            | Eksterlaar 1               | 51° 12′ 04″ nord, 4° 27′ 54″ est | 11267               | Téléverser |
| (nl) Hoek met woning en cafe "Exter"                                                                                      | Oui                   |                                  | Deurne            | Eksterlaar 3               | 51° 12′ 04″ nord, 4° 27′ 54″ est | 11267               | Téléverser |
| (nl) "Villa Paulina Maria", dubbelhuis                                                                                    |                       |                                  | Deurne            | Eksterlaar 30              | 51° 11′ 59″ nord, 4° 28′ 00″ est | 11268               | Téléverser |
| (nl) "Villa Paulina Maria", dubbelhuis                                                                                    |                       |                                  | Deurne            | Eksterlaar 32              | 51° 11′ 59″ nord, 4° 28′ 00″ est | 11268               | Téléverser |
| (nl) "Hoeve Sitters" | Oui                   |                                  | Deurne            | Ertbruggelaan 180          | 51° 13′ 33″ nord, 4° 29′ 12″ est | 11269               | Téléverser |
| (nl) "Hoeve Covens" | Oui                   |                                  | Deurne            | Ertbruggelaan 210          | 51° 13′ 35″ nord, 4° 29′ 16″ est | 11270               | Téléverser |
| (nl) Expohal | Oui                   |                                  | Deurne            | Te Couwelaarlei 97         | 51° 13′ 25″ nord, 4° 27′ 31″ est | 11271               | Téléverser |
| (nl) Expohal | Oui                   |                                  | Deurne            | Te Couwelaarlei 99         | 51° 13′ 25″ nord, 4° 27′ 31″ est | 11271               | Téléverser |
| (nl) "Koninklijk Atheneum"                                                                                                | Oui                   |                                  | Deurne            | Frank Craeybeckxlaan 22    | 51° 13′ 18″ nord, 4° 27′ 38″ est | 11272               | (nl) "Koninklijk Atheneum" |
| Château de Boekenberg (nl) Kasteel "Boekenberg"                                                                           | Oui                   |                                  | Deurne            | Gouverneur Holvoetlaan 28  | 51° 11′ 55″ nord, 4° 27′ 45″ est | 11273               | alt=Château de Boekenberg (nl) Kasteel "Boekenberg"                                                                           |
| (nl) Herberg, "Mestputteke"                                                                                               |                       |                                  | Deurne            | Herentalsebaan 163         | 51° 12′ 35″ nord, 4° 27′ 38″ est | 11274               | Téléverser |
| (nl) Herenhuis, "Hier is 't in 't vuurwerk"                                                                               |                       |                                  | Deurne            | Herentalsebaan 502         | 51° 12′ 19″ nord, 4° 28′ 23″ est | 11276               | Téléverser |
| (nl) Herenhuis, "Hier is 't in 't vuurwerk"                                                                               |                       |                                  | Deurne            | Herentalsebaan 504         | 51° 12′ 19″ nord, 4° 28′ 23″ est | 11276               | Téléverser |
| (nl) "Muggenberghof" |                       |                                  | Deurne            | Van Hovestraat 21          |                                  | 11277               | Téléverser |
| Château Sterckshof, auj. Musée provincial de l'artisanat d'art (nl) "Provinciaal Museum Kunstambachten", "Sterckshof"     | Oui                   |                                  | Deurne            | Hooftvunderlei 160         | 51° 12′ 54″ nord, 4° 27′ 45″ est | 11279               | alt=Château Sterckshof, auj. Musée provincial de l'artisanat d'art (nl) "Provinciaal Museum Kunstambachten", "Sterckshof"     |
| (nl) Vleerakkerhoeve |                       |                                  | Deurne            | Kerkhofweg 116             | 51° 12′ 04″ nord, 4° 28′ 22″ est | 11280               | Téléverser |
| (nl) Pastorie Sint-Fredegandus                                                                                            | Oui                   |                                  | Deurne            | Lakborslei 31              | 51° 13′ 15″ nord, 4° 27′ 13″ est | 11281               | Téléverser |
| (nl) Eclectisch enkelhuis gedateerd 1929                                                                                  |                       |                                  | Deurne            | Lakborslei 167             | 51° 13′ 26″ nord, 4° 27′ 15″ est | 11282               | Téléverser |
| (nl) "Sint-Eligius", schoolgebouw                                                                                         |                       |                                  | Deurne            | Lakborslei 263             | 51° 13′ 40″ nord, 4° 27′ 13″ est | 11283               | Téléverser |
| Église paroissiale Saint-Frédégand (nl) Parochiekerk Sint-Fredegandus                                                     | Oui                   |                                  | Deurne            | Lakborslei                 | 51° 13′ 15″ nord, 4° 27′ 17″ est | 11284               | alt=Église paroissiale Saint-Frédégand (nl) Parochiekerk Sint-Fredegandus                                                     |
| Cimetière Saint-Frédégand (nl) Sint-Fredeganduskerkhof                                                                    | Oui                   |                                  | Deurne            | Lakborslei                 | 51° 13′ 16″ nord, 4° 27′ 17″ est | 11285               | alt=Cimetière Saint-Frédégand (nl) Sint-Fredeganduskerkhof                                                                    |
| Château Te Couwelaar, dit aussi les Trois Tourettes (De Drie Torekens) (nl) Kasteel "Te Couwelaar", of "De Drie Torekens" | Oui                   |                                  | Deurne            | Lakborslei 202             | 51° 13′ 42″ nord, 4° 27′ 20″ est | 11286               | alt=Château Te Couwelaar, dit aussi les Trois Tourettes (De Drie Torekens) (nl) Kasteel "Te Couwelaar", of "De Drie Torekens" |
| (nl) Eenheidsbebouwing huizen                                                                                             |                       |                                  | Deurne            | Leeuwlantstraat 3          | 51° 13′ 13″ nord, 4° 27′ 57″ est | 11287               | Téléverser |
| (nl) Eenheidsbebouwing huizen                                                                                             |                       |                                  | Deurne            | Leeuwlantstraat 5          | 51° 13′ 13″ nord, 4° 27′ 57″ est | 11287               | Téléverser |
| (nl) Breedhuis |                       |                                  | Deurne            | Leeuwlantstraat 19         | 51° 13′ 14″ nord, 4° 27′ 57″ est | 11288               | Téléverser |
| (nl) Lijstgevel |                       |                                  | Deurne            | Leeuwlantstraat 27         | 51° 13′ 15″ nord, 4° 27′ 57″ est | 11289               | Téléverser |
| (nl) Eclectisch breedhuis                                                                                                 |                       |                                  | Deurne            | Leeuwlantstraat 29         | 51° 13′ 15″ nord, 4° 27′ 56″ est | 11290               | Téléverser |
| (nl) Burgerhuis |                       |                                  | Deurne            | Leeuwlantstraat 31         | 51° 13′ 15″ nord, 4° 27′ 56″ est | 11291               | Téléverser |
| (nl) Groepsbebouwing van huizen                                                                                           |                       |                                  | Deurne            | Leeuwlantstraat 39         | 51° 13′ 16″ nord, 4° 27′ 57″ est | 11292               | Téléverser |
| (nl) Huis, "Hier is 't in Plankenberg"                                                                                    |                       |                                  | Deurne            | Leeuwlantstraat 41         | 51° 13′ 17″ nord, 4° 27′ 57″ est | 11293               | Téléverser |
| (nl) Huis, "Hier is 't in Plankenberg"                                                                                    |                       |                                  | Deurne            | Plankenbergstraat 75       |                                  | 11293               | Téléverser |
| (nl) Huis, "Hier is 't in Plankenberg"                                                                                    |                       |                                  | Deurne            | Plankenbergstraat 77       |                                  | 11293               | Téléverser |
| (nl) "Ons Genoegen", enkelhuis                                                                                            |                       |                                  | Deurne            | Leeuwlantstraat 43         | 51° 13′ 17″ nord, 4° 27′ 57″ est | 11294               | Téléverser |
| (nl) Eclectisch enkelhuis                                                                                                 |                       |                                  | Deurne            | Leeuwlantstraat 47         | 51° 13′ 18″ nord, 4° 27′ 57″ est | 11295               | Téléverser |
| (nl) Graffitipaneel |                       |                                  | Deurne            | Leeuwlantstraat 53         | 51° 13′ 18″ nord, 4° 27′ 57″ est | 11296               | Téléverser |
| (nl) Huizen |                       |                                  | Deurne            | Lundenstraat 46            | 51° 13′ 17″ nord, 4° 27′ 49″ est | 11297               | Téléverser |
| (nl) Huizen |                       |                                  | Deurne            | Lundenstraat 48            | 51° 13′ 17″ nord, 4° 27′ 49″ est | 11297               | Téléverser |
| (nl) Eclectisch enkelhuis                                                                                                 |                       |                                  | Deurne            | Plankenbergstraat 42       | 51° 13′ 16″ nord, 4° 27′ 51″ est | 11298               | Téléverser |
| (nl) Eclectisch enkelhuis                                                                                                 |                       |                                  | Deurne            | Thisiusstraat 32           | 51° 13′ 20″ nord, 4° 27′ 54″ est | 11300               | Téléverser |
| (nl) Eengezinswoning |                       |                                  | Deurne            | Louis Janssenslaan 56      | 51° 13′ 43″ nord, 4° 28′ 25″ est | 11301               | Téléverser |
| (nl) Hoekhuis |                       |                                  | Deurne            | Laurentia Poststraat 22    | 51° 13′ 33″ nord, 4° 27′ 42″ est | 11303               | Téléverser |
| (nl) Districthuis |                       |                                  | Deurne            | Maurice Dequeeckerplein 1  | 51° 13′ 07″ nord, 4° 27′ 36″ est | 11304               | Téléverser |
| Logis de l'architecte Renaat Braem, selon ses propres plans (nl) Woning Braem                                             | Oui                   |                                  | Deurne            | Menegemlei 23              | 51° 12′ 00″ nord, 4° 27′ 47″ est | 11305               | alt=Logis de l'architecte Renaat Braem, selon ses propres plans (nl) Woning Braem                                             |
| (nl) Pastorie |                       |                                  | Deurne            | Merksemsesteenweg 30       | 51° 13′ 46″ nord, 4° 27′ 35″ est | 11306               | Téléverser |
| Église Notre-Dame-du-Perpétuel-Secours (nl) Parochiekerk Onze-Lieve-Vrouw Altijddurende Bijstand                          |                       |                                  | Deurne            | Merksemsesteenweg 36-38    | 51° 13′ 47″ nord, 4° 27′ 34″ est | 11307               | alt=Église Notre-Dame-du-Perpétuel-Secours (nl) Parochiekerk Onze-Lieve-Vrouw Altijddurende Bijstand                          |
| (nl) "Villa Regina", herenhuis                                                                                            |                       |                                  | Deurne            | Mortselsesteenweg 97       | 51° 11′ 48″ nord, 4° 28′ 05″ est | 11310               | Téléverser |
| (nl) Enkelhuis | Oui                   |                                  | Deurne            | Muggenberglei 226          | 51° 12′ 11″ nord, 4° 27′ 35″ est | 11311               | Téléverser |
| (nl) Woning |                       |                                  | Deurne            | Oudedonklaan 145           | 51° 11′ 58″ nord, 4° 28′ 00″ est | 11312               | Téléverser |
| (nl) "Home Zwarte Arend"                                                                                                  | Oui                   |                                  | Deurne            | Ertbruggelaan 150          | 51° 13′ 31″ nord, 4° 29′ 05″ est | 11313               | Téléverser |
| (nl) Hoveniers-/conciërgewoning, huizen                                                                                   |                       |                                  | Deurne            | Schotensesteenweg 248      | 51° 13′ 30″ nord, 4° 28′ 49″ est | 11314               | Téléverser |
| (nl) Hoveniers-/conciërgewoning, huizen                                                                                   |                       |                                  | Deurne            | Schotensesteenweg 259      | 51° 13′ 30″ nord, 4° 28′ 49″ est | 11314               | Téléverser |
| (nl) Dubbelwoning De Martelaere-Breways                                                                                   | Oui                   |                                  | Deurne            | Schotensesteenweg 301      | 51° 13′ 37″ nord, 4° 28′ 54″ est | 11315               | Téléverser |
| (nl) Dubbelwoning De Martelaere-Breways                                                                                   | Oui                   |                                  | Deurne            | Schotensesteenweg 303      | 51° 13′ 37″ nord, 4° 28′ 54″ est | 11315               | Téléverser |
| Église paroissiale Saint-Roch (nl) Parochiekerk Sint-Rochus                                                               |                       |                                  | Deurne            | Sint-Rochusstraat 75       | 51° 12′ 18″ nord, 4° 27′ 54″ est | 11316               | alt=Église paroissiale Saint-Roch (nl) Parochiekerk Sint-Rochus                                                               |
| Presbytère néogothique (nl) Neogotische pastorie                                                                          |                       |                                  | Deurne            | Sint-Rochusstraat 79       | 51° 12′ 17″ nord, 4° 27′ 52″ est | 11317               | alt=Presbytère néogothique (nl) Neogotische pastorie                                                                          |
| (nl) Eigen woning van L. Wouters                                                                                          | Oui                   |                                  | Deurne            | Smetsstraat 7              | 51° 12′ 08″ nord, 4° 27′ 13″ est | 11318               | Téléverser |
| Château Bisschoppenhof avec douve (nl) Motte met slotgracht waarbinnen "Bisschoppenhof"                                   | Oui                   |                                  | Deurne            | Suzanne Spanhovenstraat 22 | 51° 13′ 51″ nord, 4° 27′ 34″ est | 11319               | alt=Château Bisschoppenhof avec douve (nl) Motte met slotgracht waarbinnen "Bisschoppenhof"                                   |
| (nl) Bibliotheekcentrale                                                                                                  |                       |                                  | Deurne            | Te Couwelaarlei 120        | 51° 13′ 22″ nord, 4° 27′ 29″ est | 11321               | Téléverser |
| (nl) Dokterswoning "Prové"                                                                                                | Oui                   |                                  | Deurne            | Ten Eekhovelei 56          | 51° 13′ 32″ nord, 4° 27′ 06″ est | 11322               | Téléverser |
| (nl) Woning F. Peeters | Oui                   |                                  | Deurne            | Ter Rivierenlaan 55        | 51° 13′ 20″ nord, 4° 28′ 08″ est | 11323               | Téléverser |
| (nl) Villa Roza |                       |                                  | Deurne            | Ter Rivierenlaan 69        | 51° 13′ 21″ nord, 4° 28′ 07″ est | 11324               | Téléverser |
| (nl) Parochiekerk Sint-Rumoldus                                                                                           |                       |                                  | Deurne            | Ter Rivierenlaan 84        | 51° 13′ 24″ nord, 4° 28′ 11″ est | 11325               | Téléverser |
| (nl) Hoekhuis met winkelpui                                                                                               |                       |                                  | Deurne            | Turnhoutsebaan 55          | 51° 13′ 14″ nord, 4° 27′ 29″ est | 11326               | Téléverser |
| (nl) Café Den Witten Hert                                                                                                 |                       |                                  | Deurne            | Turnhoutsebaan 2           | 51° 13′ 12″ nord, 4° 27′ 22″ est | 11328               | Téléverser |
| (nl) Breedhuis |                       |                                  | Deurne            | Turnhoutsebaan 12          | 51° 13′ 13″ nord, 4° 27′ 24″ est | 11329               | Téléverser |
| (nl) Breedhuis |                       |                                  | Deurne            | Turnhoutsebaan 14          | 51° 13′ 13″ nord, 4° 27′ 24″ est | 11329               | Téléverser |
| (nl) Herenhuis |                       |                                  | Deurne            | Turnhoutsebaan 16          | 51° 13′ 12″ nord, 4° 27′ 24″ est | 11330               | Téléverser |
| (nl) Hoekhuis met Onze-Lieve-Vrouwebeeld in nis                                                                           |                       |                                  | Deurne            | Turnhoutsebaan 154         | 51° 13′ 12″ nord, 4° 27′ 48″ est | 11331               | Téléverser |
| Domaine provincial Rivierenhof (nl) Provinciaal Domein Rivierenhof                                                        | Oui                   |                                  | Deurne            | Hooftvunderlei 160         | 51° 13′ 11″ nord, 4° 27′ 58″ est | 11332               | alt=Domaine provincial Rivierenhof (nl) Provinciaal Domein Rivierenhof                                                        |
| (nl) Provinciaal Domein Rivierenhof                                                                                       | Oui                   |                                  | Deurne            | Turnhoutsebaan 232         | 51° 13′ 11″ nord, 4° 27′ 58″ est | 11332               | Téléverser |
| (nl) Provinciaal Domein Rivierenhof                                                                                       | Oui                   |                                  | Deurne            | Turnhoutsebaan 238         | 51° 13′ 11″ nord, 4° 27′ 58″ est | 11332               | Téléverser |
| (nl) Provinciaal Domein Rivierenhof                                                                                       | Oui                   |                                  | Deurne            | Turnhoutsebaan 242         | 51° 13′ 11″ nord, 4° 27′ 58″ est | 11332               | Téléverser |
| (nl) Provinciaal Domein Rivierenhof                                                                                       | Oui                   |                                  | Deurne            | Turnhoutsebaan 244         | 51° 13′ 11″ nord, 4° 27′ 58″ est | 11332               | Téléverser |
| (nl) Provinciaal Domein Rivierenhof                                                                                       | Oui                   |                                  | Deurne            | Turnhoutsebaan 246         | 51° 13′ 11″ nord, 4° 27′ 58″ est | 11332               | Téléverser |
| (nl) Provinciaal Domein Rivierenhof                                                                                       | Oui                   |                                  | Deurne            | Turnhoutsebaan 248         | 51° 13′ 11″ nord, 4° 27′ 58″ est | 11332               | Téléverser |
| (nl) Provinciaal Domein Rivierenhof                                                                                       | Oui                   |                                  | Deurne            | Turnhoutsebaan 250         | 51° 13′ 11″ nord, 4° 27′ 58″ est | 11332               | Téléverser |
| (nl) Provinciaal Technisch Instituut                                                                                      |                       |                                  | Deurne            | Turnhoutsebaan 250         | 51° 13′ 07″ nord, 4° 28′ 24″ est | 11338               | Téléverser |
| (nl) Schranshoeve |                       |                                  | Deurne            | Turnhoutsebaan             | 51° 13′ 07″ nord, 4° 28′ 33″ est | 11339               | Téléverser |
| (nl) Rest van Herentalsevaart                                                                                             | Oui                   |                                  | Deurne            | Turnhoutsebaan             | 51° 12′ 44″ nord, 4° 28′ 36″ est | 11340               | Téléverser |
| (nl) "Boterlaarhof" |                       |                                  | Deurne            | Vaartweg 444               | 51° 12′ 40″ nord, 4° 28′ 54″ est | 11341               | Téléverser |
| (nl) "Villa Helena", "Villa Marie", "Villa Emiele"                                                                        |                       |                                  | Deurne            | Van der Delftstraat 17     | 51° 13′ 51″ nord, 4° 26′ 38″ est | 11343               | Téléverser |
| (nl) "Villa Helena", "Villa Marie", "Villa Emiele"                                                                        |                       |                                  | Deurne            | Van der Delftstraat 19     | 51° 13′ 51″ nord, 4° 26′ 38″ est | 11343               | Téléverser |
| (nl) "Villa Helena", "Villa Marie", "Villa Emiele"                                                                        |                       |                                  | Deurne            | Van der Delftstraat 21     | 51° 13′ 51″ nord, 4° 26′ 38″ est | 11343               | Téléverser |
| (nl) Woning Janssens |                       |                                  | Deurne            | Van Erstenstraat 73        | 51° 12′ 16″ nord, 4° 27′ 15″ est | 11344               | Téléverser |
| (nl) Enkelhuis in Nieuwe Zakelijkheid                                                                                     | Oui                   |                                  | Deurne            | Van Notenstraat 7          | 51° 12′ 04″ nord, 4° 27′ 29″ est | 11346               | Téléverser |
| (nl) Villa |                       |                                  | Deurne            | Van Notenstraat 9          | 51° 12′ 03″ nord, 4° 27′ 29″ est | 11347               | Téléverser |
| (nl) Villa in Nieuwe Zakelijkheid                                                                                         |                       |                                  | Deurne            | Van Notenstraat 17         | 51° 12′ 02″ nord, 4° 27′ 30″ est | 11348               | Téléverser |
| Villa, logis de l'architecte Émile Van Averbeke (nl) Villa, eigen woning van Emiel Van Averbeke                           |                       |                                  | Deurne            | Van Notenstraat 21         | 51° 12′ 01″ nord, 4° 27′ 30″ est | 11349               | Téléverser |
| (nl) Art deco enkelhuis                                                                                                   |                       |                                  | Deurne            | Van Notenstraat 78         | 51° 11′ 58″ nord, 4° 27′ 27″ est | 11350               | Téléverser |
| (nl) Art nouveau enkelhuis                                                                                                |                       |                                  | Deurne            | Van Steenlandstraat 5      | 51° 12′ 32″ nord, 4° 27′ 23″ est | 11351               | Téléverser |
| (nl) Enkelhuis |                       |                                  | Deurne            | Waalhofstraat 6            | 51° 12′ 02″ nord, 4° 27′ 45″ est | 11352               | Téléverser |
| (nl) Woning Sagers |                       |                                  | Deurne            | Van Havrelei 25            | 51° 12′ 23″ nord, 4° 27′ 20″ est | 61088               | Téléverser |
| (nl) Gildenhuis Sint-Rochus                                                                                               | Oui                   |                                  | Deurne            | Karel Govaertsstraat 53    | 51° 12′ 15″ nord, 4° 27′ 58″ est | 200504              | Téléverser |
| (nl) Vliegveld Deurne |                       |                                  | Deurne            | Luchthavenlei              | 51° 11′ 20″ nord, 4° 27′ 04″ est | 200710              | Téléverser |
| (nl) Arbeiderswoningen op Koraalplaats                                                                                    | Oui                   |                                  | Deurne            | Koraalplaats 1             | 51° 13′ 12″ nord, 4° 27′ 29″ est | 200903              | Téléverser |
| (nl) Arbeiderswoningen op Koraalplaats                                                                                    | Oui                   |                                  | Deurne            | Koraalplaats 2             | 51° 13′ 12″ nord, 4° 27′ 29″ est | 200903              | Téléverser |
| (nl) Arbeiderswoningen op Koraalplaats                                                                                    | Oui                   |                                  | Deurne            | Koraalplaats 3             | 51° 13′ 12″ nord, 4° 27′ 29″ est | 200903              | Téléverser |
| (nl) Arbeiderswoningen op Koraalplaats                                                                                    | Oui                   |                                  | Deurne            | Koraalplaats 17            | 51° 13′ 12″ nord, 4° 27′ 29″ est | 200903              | Téléverser |
| (nl) Parochiekerk Heilige Lodewijk van Montfort                                                                           |                       |                                  | Deurne            | De Sevillastraat 89        | 51° 12′ 15″ nord, 4° 27′ 25″ est | 201221              | Téléverser |
| (nl) Arenahal |                       |                                  | Deurne            | Arenaplein 1               |                                  | 212408              | Téléverser |
| Maison individuelle des Himschoot (nl) Woning Himschoot                                                                   |                       |                                  | Deurne            | Drakenhoflaan 50           |                                  | 212411              | alt=Maison individuelle des Himschoot (nl) Woning Himschoot                                                                   |
| (nl) Premetrostation Sport                                                                                                |                       |                                  | Deurne            | Schijnpoortweg             |                                  | 212417              | Téléverser |
| (nl) Grafmonument Jozef Wauters                                                                                           |                       |                                  | Deurne            | Herentalsebaan 576         |                                  | 212579              | Téléverser |
| (nl) Grafmonument Nollet-De Clerck                                                                                        | Oui                   |                                  | Deurne            | Lakborslei                 |                                  | 21580               | Téléverser |
| (nl) Grafmonument Catharina Braem-Van den Oever                                                                           |                       |                                  | Deurne            | Herentalsebaan 576         |                                  | 212582              | Téléverser |

## Ensembles architecturaux
| Objet                                     | Statut du classement? | Année de construction/architecte | Section communale | Adresse | Coordonnées | Numéro d'inventaire | Illustration                                  |
| ----------------------------------------- | --------------------- | -------------------------------- | ----------------- | --- | ----------- | ------------------- | --------------------------------------------- |
| Cité-jardin Unitas (nl) Tuinwijk Unitas   | OA002722              |                                  | Deurne            | Adelbert Kennisplein 1-19 Charles Philipslaan 1-7 en 2-8 Drakenhoflaan 199-211 Eksterlaar 2-26 Heirmanstraat 1-5 en 2-8 Oudedonklaan 1-133 en 2-24 Unitaslaan 1-129 |             | 20662               | Téléverser                                    |
| (nl) Wooncomplex Jos Van Geellaan         |                       |                                  | Deurne            | Jos Van Geellaan 17-79 en 18-74 |             | 25505               | Téléverser                                    |
| (nl) Nationale Werf Deurne                |                       |                                  | Deurne            | Gabriël Vervoortstraat 1-23 |             | 26550               | Téléverser                                    |
| Ensemble résidentiel Arena (nl) Arenawijk |                       |                                  | Deurne            | Dordrechtlaan 17-85 Dordrechtlaan 8-50 Gabriël Vervoortstraat 27-109 Pastoor Holthofplein 2-8                                                                       |             | 26552               | alt=Ensemble résidentiel Arena (nl) Arenawijk |